# Говоров, Максим Сергеевич
Максим Сергеевич Говоров (8 мая 1980, Башкирская АССР, РСФСР, СССР) — русский литератор, автор фантастических произведений. В 2006 году был осуждён на 9 лет лишения свободы по спорному обвинению в изнасиловании. Иногда Говорова называют один из жесточайших преступников Башкирии.

## Биография
Максим Говоров родился в 1980 году в городе Туймазы. Окончил юридический колледж, работал социальным работником. Участвовал в работе рок-группы, был литературным обозревателем.
В 2006 году был арестован по обвинению в изнасиловании несовершеннолетней. Арест Говорова вызвал неоднозначную реакцию в Башкирии. На некоторых форумах высказывались мнения об антисемитской подоплёке дела. Высказывалось мнение, что это месть Говорову, который в своих произведениях критиковал государственные органы своего города.
По мнению адвоката Константина Горобца, следствие велось с грубыми нарушения, а улики были сфабрикованы:
По заключению литературного комитета, эпизод с изнасилованием девочек в рассказе «Монстр» Говоров списал у Стивена Кинга. Моего подзащитного в милиции заставили подписать показания, в которых он оговаривает себя в эксгибиционизме. Затем он отказался от них, так как понял, что против него набирается доказательная база. По сути его назначили виновным, так как в ходе суда была допущена масса нарушений.
Тем не менее в том же году Говоров был осуждён на 9 лет лишения свободы. В июле 2008 года писатель Расиль Ягудин опубликовал в журнале «Ликбез» открытое письмо к властям России, в котором утверждал, что осуждённый фантаст был невиновен, а также просил провести новое расследование дела Говорова.
Максим Говоров отбыл полный срок и освободился в 2015 году. Согласно приговору, он ещё 8 лет должен был являться в отдел полиции — четыре раза в месяц. Однако мужчина проигнорировал требования закона, за что был задержан и передан суду снова. Суд признал его виновным в уклонении от административного надзора и приговорил к 10 месяцам колонии. В итоге ему заменили наказание на 1 год условного срока, а потом и вовсе освободили по амнистии. После этого Максим Говоров продолжил проживать в Туйвазах.

## Литературные оценки
По мнению башкирского журналиста Эмиля Мусина, литературные таланты Максима Говорова были невелики, а его творчество свелось к компилированию романов Стивена Кинга.
Писатель Расиль Ягудин, напротив, давал высокую оценку творчества Говорова:
...его произведениям свойственно редкое для беллетристики качество – социальная заострённость. Рассказы и романы Максима – печальная летопись жизни провинциального городка, изложенная в иногда страшных, иногда грустных, иногда жестоких, иногда светлых и оптимистических (оказывается и такое бывает, в жизни бы не подумал!) ужастиках, городка, в котором лично для меня вполне узнаваемы Туймазы <...> Вот эту печальную и безысходную атмосферу маленького городка и бичует в своей эпопее молодой туймазинец Максим Говоров, фактически продолжая и развивая в более увлекательной форме важнейшую традицию русской классики, её извечную славу и гордость – чёрную фантастическую сатиру. «Высшая мера» Максима Говорова – это и «Нос» , и «Ревизор» Гоголя, и «История одного города» Салтыкова-Щедрина, и, конечно, «Мастер и Маргарита», булгаковский роман о самом провинциальном городе мира. Но только у Максима всё намного интересней.

## В массовой культуре
- Документальный фильм «Молчание ягнят» из цикла «Особо опасен!» (2009)